# Czwórki

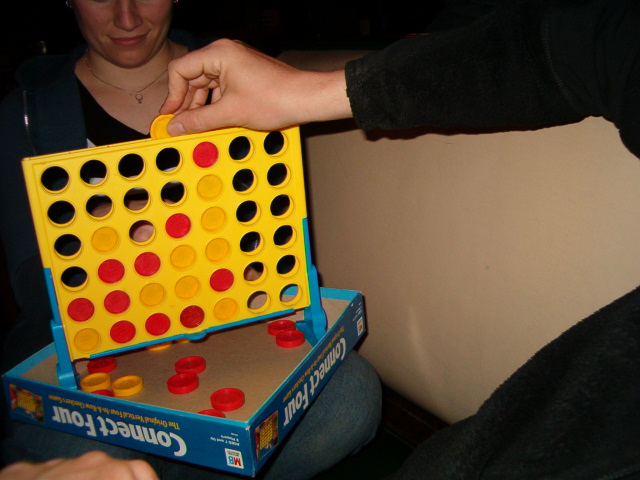

Czwórki (ang. Connect Four) – planszowa gra logiczna dla dwóch osób, w której wykorzystuje się planszę o wymiarach 7 x 6 pól. Pierwszy gracz wrzuca swój żeton do wybranej przez niego kolumny. Żeton zajmuje najniższą pozycję. Gracze wrzucają swoje żetony na przemian, aż jeden z nich ułoży cztery żetony w poziomie, pionie lub ukosie. Wygrywa ten gracz, który zrobi to jako pierwszy. Jeżeli natomiast plansza się zapełni, a nie utworzy się żadna czwórka, jest remis. Gra jest też znana jako 4 w linii, 4 wygrywa, Four.